# Miško Kranjec
Miško Kranjec (Velika Polana, Mađarska, oko 15. rujna 1908. – Ljubljana, Slovenija 8. lipnja 1983.), slovenski pisac i komunistički propagandist.
Rođen je u Velikoj Polani (Nagypalina) (tada Mađarska) u seljačkoj obitelji. Njegov otac i majka su Mihailj Kranjec i Maria Pücko. Osnovno školu završio je u Mađarskoj. Kasnije je upisao školu u Ljubljani. 1941. godine pristupio je u Komunističku partiju. 1945. godine je pogubio Danijela Halasa, katoličkog svećenika u Velikoj Polani, jer Halas je bio protiv komunizma i jugoslovanskih partizana.
Miško Kranjec je bio službeni pisac komunističke partije, prema tome krivo tumači između ostaloga prekomursku povijest u romanu Rdeči gardist. Zbog propagande je dobio priznanja, nagrade i honorare od jugoslavenske komunističke države. Kranjec je tvrdio, da je bio viši organizator narodnog otpora u Prekmurju u drugom svjetskom ratu, uistinu Ferdo Godina je organizirao pokret protiv Mađara i Nijemca.
Glavno njegovo djelo je Povest o dobrih ljudeh.

## Vanjske poveznice
|  | Zajednički poslužitelj ima stranicu o temi Miško Kranjec    |
|  | Zajednički poslužitelj ima još gradiva o temi Miško Kranjec |
|  | Wikicitati imaju zbirke citata o temi Miško Kranjec         |